# پارک آبشار مهدی‌شهر

نمایی از بخش شمالی پارک آبشار مهدیشهر

پارک آبشار یکی از پارک‌های گردشگری پر هزینه و نوساز واقع در شهر مهدیشهر (سنگسر) مرکز شهرستان مهدیشهر است.
این پارک در دامنه کوهی به نام ظهر تاسوعا، در مرکز شهر سنگسر بنا شده‌است. از ویژگی‌های منحصر بفرد پارک آبشار سنگسر آن است که بخش عمده پارک، آلاچیق‌ها، درختان، زیستگاه حیات وحش و آبشارها بر روی بدنه کوه ساخته شده‌است که از این جهت کار ساخت آن بسیار پر هزینه بوده‌است بطوری‌که طبق آمارهای شهرداری مهدیشهر ساخت تنها ۲ فاز و ۱ هکتار از این پارک، بیش از ۵۰۰ میلیون تومان هزینه داشته‌است.

## امکانات پارک
آلاچیق‌ها و بخش‌های مختلف پارک به وسیلهٔ پلکان با یکدیگر در ارتباط هستند . این پله‌ها از پایین پارک آغاز شده و تا بالاترین قسمت کوه تاسوعا امتداد می یابد. بر فراز این کوه یک مکان مذهبی و یک بنای تاریخی وجود دارد . ضمن اینکه به دلیل قرارگیری پارک در مرکز شهر، تماشای بخش شمالی شهر و حسینیه المهدی بر فراز کوه تاسوعا خالی از لطف نیست.
این پارک دارای زیستگاه حیات وحش، سینمای روباز، دو دریاچه مصنوعی، ۳ آبشار مصنوعی، پارک کودک و پارکینگ است. زیباترین مناظر پارک آبشار را آبشارهای مصنوعی آن تشکیل داده است بطوری‌که از فراز کوه سرازیر شده و در مسیر خود از کنار پله‌ها می‌گذرد و از روی صخره‌ها به پایین می‌ریزد. 
همچنین پیکره آرش کمانگیر از دیدنی‌های این پارک است که به دست حبیب دانایی فرد هنرمند مهدیشهری در بالاترین قسمت آن ساخته شده‌است.

## نگارخانه

نمایی از آبشار شماره ۱ در فصل زمستان
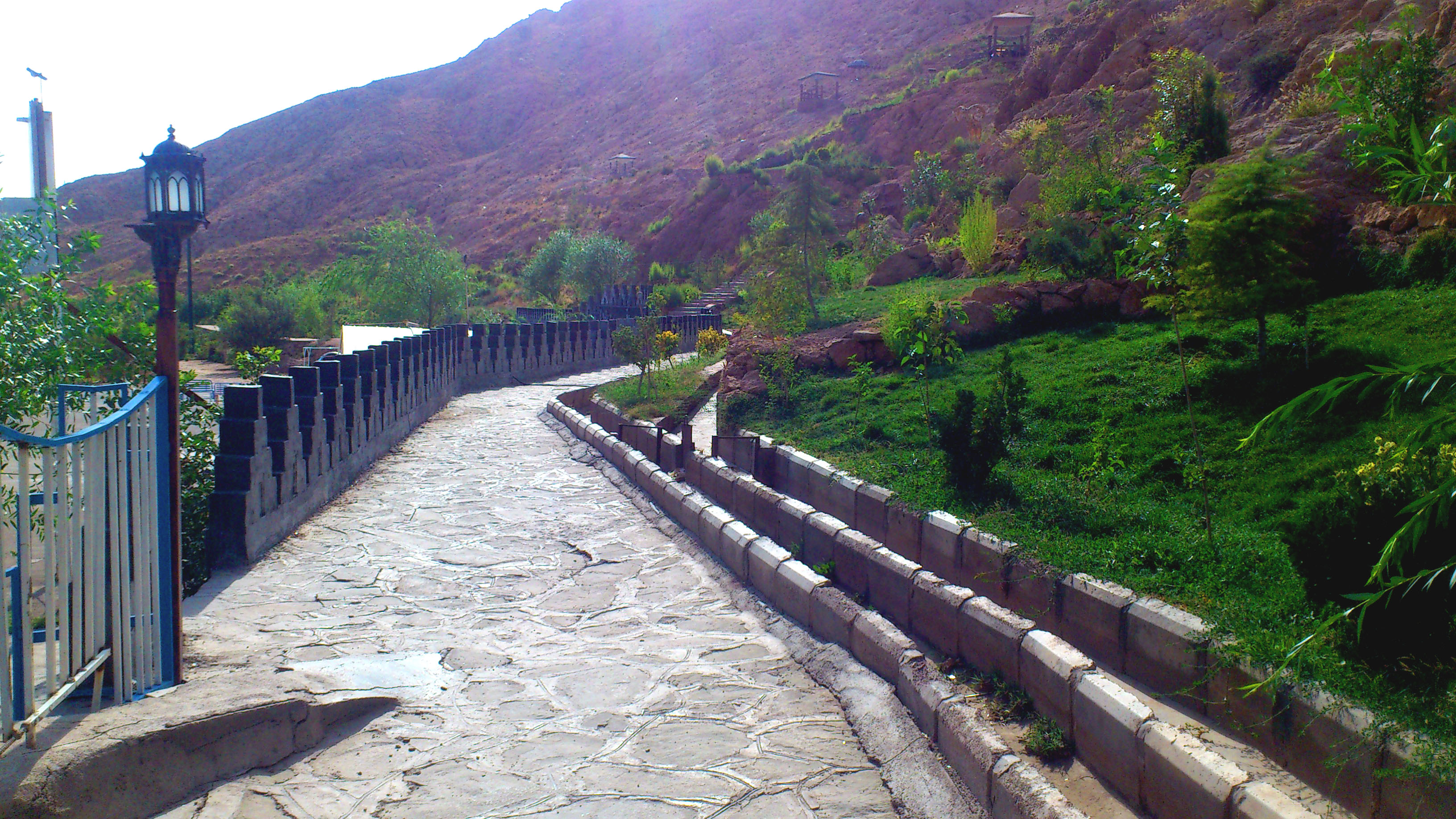
بخش‌هایی از پارک آبشار
پارک آبشار و پیکره آرش کمانگیر بر فراز آن در قسمت چپ تصویر
نمایی از نقش برجسته یادبود تخت جمشید در محوطه پارک آبشار اثر حبیب دانایی فرد
نمایی از پارک آبشار مهدیشهر
نمایی از پارک آبشار مهدیشهر
پیکره آرش کمانگیر بر فراز پارک آبشار
دلفین‌های یخ زده در یک روز سرد زمستانی